# John Bird
Pour les articles homonymes, voir John Bird (baron Bird) et Bird.
John Bird, né en 1926 à Toronto, est un ancien pilote et copilote de rallyes canadien.

## Biographie
Bird commence la compétition automobile en rallyes sur le tard, durant l'été 1957, dès son retour d'Irak, sa première épreuve étant organisée par le MG Cars Club de Toronto, avec Thomas Smith au volant. 
Il a essentiellement concouru sur MG (1957-61), Chevrolet (1963), Volvo (1964-65), et Volkswagen, tout en exerçant le métier de professeur-assistant à l'Université des Sciences Appliquées et des Techniques de Toronto à partir de 1959, ayant également été professeur-assistant de physique au Collège des Arts et des Sciences de Bagdad (Irak) de 1954 à 1959 (épisodiquement durant les deux dernières années). 
De par son métier scientifique, il était plus particulièrement intéressé par l'approche mathématique et arithmétique nécessaire à la mise en écrits des notes succinctes issues de ses conclusions (en alliant un sens inné de l'orientation en course et une méticuleuse analyse topographique des divers terrains à franchir). Pour ce faire, il possédait une quantité considérable de cartes d'état-major, mais en fait très peu de matériel de navigation (calculatrices...), le jugeant superflu du fait de ses capacités cérébrales d'abstraction.
Grand amateur des 500 miles d'Indianapolis, son souhait le plus cher aurait été de participer au rallye Monte-Carlo, vœu non exaucé faute de financement.
Sa passion de la course était telle qu'il en arrivait à essayer de la faire partager à ses propres étudiants, allant jusqu'à organiser lui-même plusieurs courses automobiles de rallyes au sein de son université, pour améliorer leurs capacités de calculs grâce aux conditions de navigation proposées. 
Durant ses années de compétitions les plus intenses, Bird pouvait participer jusqu'à 20, voire 25, épreuves par an, arrivant à n'interrompre ses activités universitaires que pour le seul rallye Shell 4000.

## Palmarès

### Pilote
- Champion d'Ontario des rallyes: 1962.

### Copilote
- Premier triple Champion du Canada des rallyes: 1963 (pilote Chuck Stockey sur Corvair), 1964 et 1965;
- Quintuple Champion des rallyes de l'Ontario, de 1965 à 1969 (pilote Bruce Simpson (Champion du Canada 1966) également de 1965 à 1969);
- Champion MGCCT des rallyes en 1961;
- Vainqueur de 78 rallyes sur 152 disputés (pour 20 secondes places ainsi que 10 autres de troisième) jusqu'au rallye Shell 4000 de 1965 inclus, et même en toute fin de carrière, Bird atteint le chiffre de 144 succès, dont 107 aux côtés du seul B.Simpson, pour un total final de 240 navigations (ratio : 60 % de succès en carrière) (cf. liens externes).

### Victoires notables
- 2 Rallye Shell 4000 (Montréal to Vancouver): 1964 et 1965 (pilote Klaus Ross, sur Volvo) (épreuve à laquelle il participa dès 1961 sans discontinuer à six reprises);
- Rallye des Neiges: 1965 (pilote Klaus Ross - ex æquo avec l'équipage Florent Guilbeault/John Catto);
- Canadian Winter Rally: 1963 (pilote Chuck Stockey, sur Chevrolet Corvair);

...

## Distinctions
- 1965: CASC Wilson Trophy du meilleur rallyman canadien de l'année (partagé alors avec Bruce Simpson et Paul Manson);
- 2006: introduit au Canadian Motorsport Hall of Fame.